# Indes hanauviennes

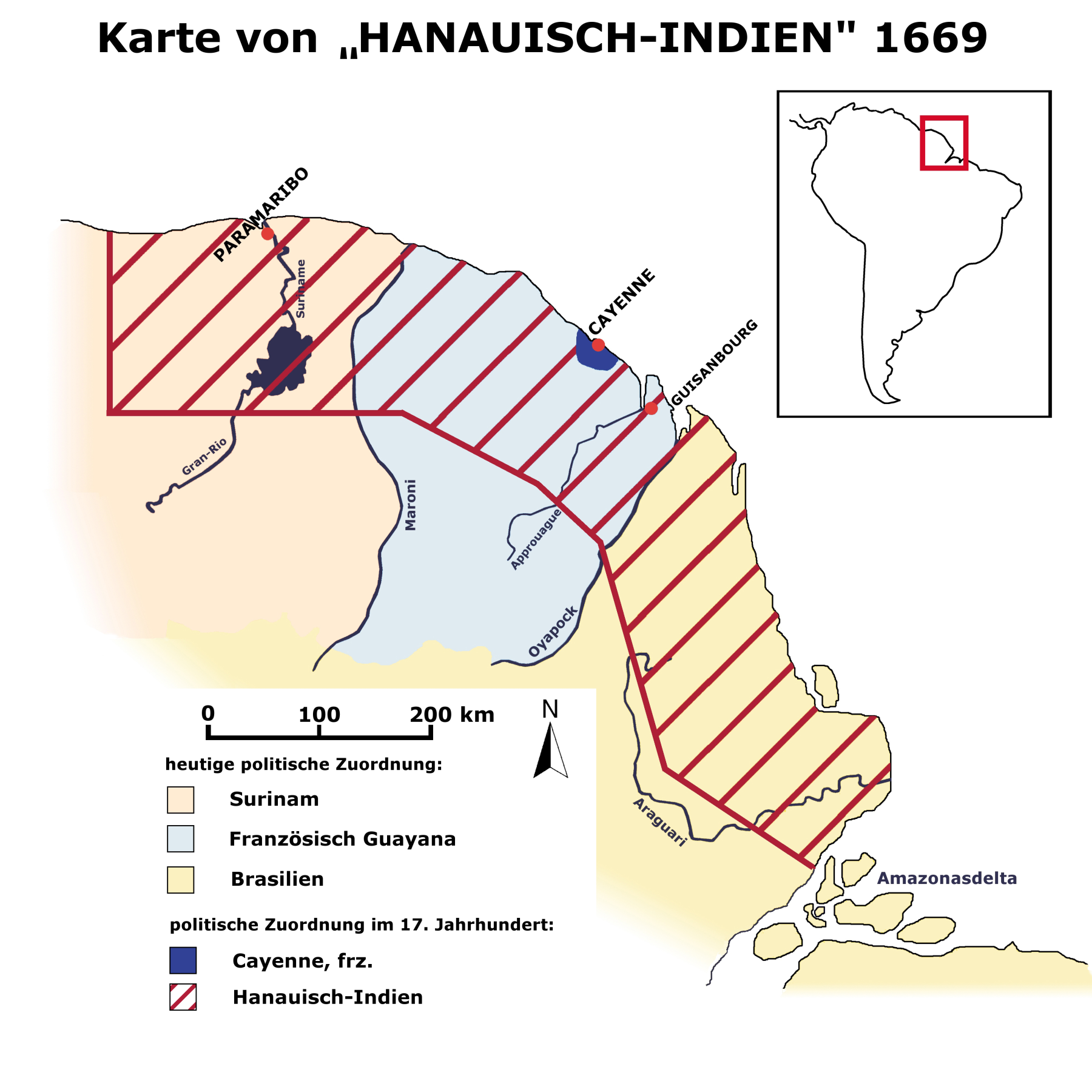
Carte des Indes nanauviennes en 1669.

Les Indes hanauviennes (Hanauisch-Indien) ou Nouvelle Allemagne (Neu Deutschland) est le nom d'un contrat commercial signé en 1669 entre le comte Frédéric Casimir de Hanau et la Compagnie néerlandaise des Indes orientales. Ce contrat ne s'est pas appliqué dans les faits ; il s'agissait de fonder une colonie allemande en Amérique du Sud sur les territoires des actuels Surinam, Guyane française et Brésil, entre les fleuves Orénoque et Amazone.

## Historique

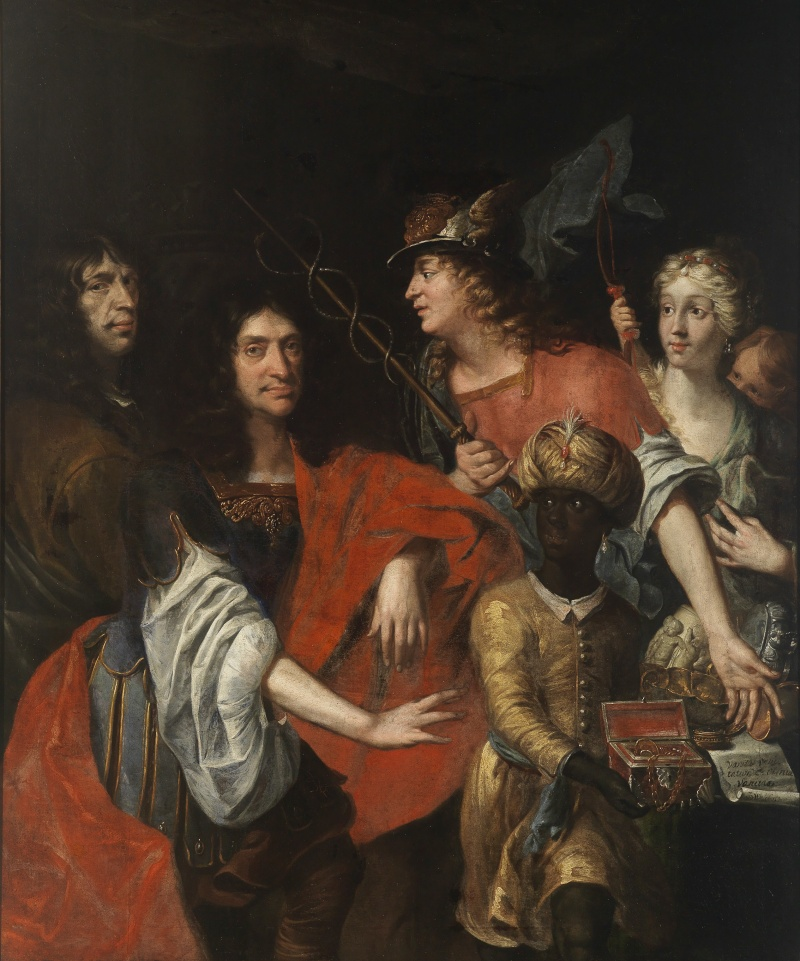
Johann David Welcker: Allégorie sur l'acquisition du Surinam par le comte Frédéric Casimir de Hanau en 1669. (1676) Staatliche Kunsthalle Karlsruhe.

En juillet 1669, le conseiller Johann Joachim Becher se rend à Amsterdam et signe, au nom du comte Frédéric Casimir de Hanau, un accord avec la Compagnie hollandaise des Indes occidentales pour prendre possession d'un territoire de 3 000 miles² néerlandais  (près de 100 000 km2). Le but est de fonder une colonie allemande en Amérique de Sud et, dans le cadre d'une économie mercantiliste de développer la balance commerciale des comtés de Hanau-Lichtenberg et de Hanau-Münzenberg, tous deux dirigé par le comte Frédéric Casimir de Hanau. Ce royaume des Indes hanauviennes devait aussi apporter la civilisation au peuplades autochtones. Le contrat prévoyait des droits étendus pour la Compagnie hollandaise des Indes occidentales, par exemple, un monopole sur le transport commercial de la colonie.
La zone de colonisation proposée était beaucoup plus grande que le comté de Hanau lui-même ; environ 44 miles² néerlandais (près de 1 500 km2). Dès le début, le comte Frédéric Casimir n'avait pas les possibilités financières pour un tel projet de colonisation. Le projet s'est soldé pour le comté de Hanau par un fiasco financier. En 1672, on a tenté de revendre le contrat au roi d'Angleterre, mais il n'a pas donné suite. Dans la même année, le projet a finalement échoué en raison de l'éclatement de la guerre franco-néerlandaise.
Pour compenser la catastrophe financière, Frédéric Casimir a cherché plusieurs solutions. Il aurait pu donner en gage le comté de Hanau-Lichtenberg au duc de Lorraine et en prime renier sa foi protestante pour obtenir un soutien du côté catholique. Le comte Frédéric Casimir aurait aussi pu confier les très lucratives salines de Bad Nauheim au landgrave Georges Christian de Hesse-Hombourg. Pour mettre fin à ce projet fou de colonisation d'un aussi grand territoire américain par un si petit état allemand, les héritiers de Frédéric Casimir l'ont déposé en 1680 et ont dirigé à sa place le comté de Hanau jusqu'à sa mort qui est survenue en 1685.